# Josep Maria Bach Voltas
Josep Maria Bach Voltas   (Reus, 1939 - 8 de juny de 2017) va ser un enginyer industrial català.

## Biografia
Fill de Carles Bach Cassases, originari de Vic, que tenia un celler i una finca a Sant Esteve Sesrovires, la masia Bach, que havia venut l'any 1942, i que després de passar per diversos propietaris la va comprar la família Raventós el 1975. Carles Bach, malalt de tuberculosi, va fer cap a Prades per curar-se, i va conèixer allà a Maria Voltas Fuster, filla d'un empresari reusenc. El matrimoni va tenir tres fills, Carles, Josep Maria i Misericòrdia.
Després del batxillerat a Reus, Josep Maria Bach va marxar a Múnic, on va trobar feina en una casa de mobles. Després va estudiar química i enginyeria industrial a l'Escola Superior Tècnica d'Aquisgrà. Allà va entrar a treballar a l'empresa BASF durant dos anys, fins que van traslladar-lo a Tarragona per dirigir la nova planta que es va instal·lar l'any 1969. En aquesta empresa hi va ser durant trenta-tres anys, i els últims deu era president de «BASF España» i de la divisió regional d'Europa Sud (Espanya, Portugal, Itàlia, Grècia i Marroc). Quan l'empresa alemanya volia tancar la filial de Tarragona pels seus costos molt alts, Josep Maria Bach va convèncer la direcció de rellançar la planta i va dissenyar un pla d'expansió que va portar a la pràctica.
El 2003 va rebre la Creu de Sant Jordi pel seu paper rellevant en la indústria química a Catalunya, desenvolupat a través d'una dilatada trajectòria a la multinacional BASF. L'any 2000 va ser nomenat vicepresident de la patronal FEIQUE, i el 1998 vicepresident de la fira Expoquímia. També va ser president mundial del programa de desenvolupament sostenible del Consell Internacional de Confederacions de la Indústria Química, i va presidir el Fòrum Cívic del Camp de Tarragona.
L'any 1995 havia adquirit una finca de 12 hectàrees a Vila-seca que va anomenar Mas Bach, on va plantar una vinya i aixecar un celler, seguint els consells dels seu amics Miquel Torres i Carles Sumarroca, i avui encara s'explota la producció amb el nom de Clos Barenys.